# Schellerhau
Schellerhau ist ein Ortsteil der sächsischen Stadt Altenberg. Es gehört zum Landkreis Sächsische Schweiz-Osterzgebirge. Ende 2021 lebten etwa 400 Menschen in Schellerhau.

## Geografie
Die einst selbständige Gemeinde liegt im östlichen Erzgebirge etwa 8 km nördlich der Staatsgrenze zur Tschechischen Republik und ca. 45 km südlich der Landeshauptstadt Dresden. Schellerhau erstreckt sich auf einer Länge von etwa 4,5 km in nord-südlicher Richtung entlang der Kreisstraße 9045. Nachbarorte sind Altenberg im Süden, Rehefeld im Westen, Bärenfels im Norden und Wald- sowie Oberbärenburg im Osten.
Der Ort wird morphologisch der Nordabdachung des Erzgebirges zugeordnet und trägt Mittelgebirgscharakter. Die Höhenlage beträgt zwischen 650 und 804 m ü. NHN. Die höchste Erhebung der Region ist der Kahleberg mit 905 m ü. NHN. Der Ort wird von weitläufigen Nadelwäldern umgeben, in denen die gemeine Fichte vorherrschend ist. An nachgeordneter Stelle treten Birke, Buche, Eberesche und Ahorn auf. Die Siedlung entstand durch Rodungen zu beiden Seiten der heutigen Dorfstraße. Die dadurch gewonnenen Freiflächen wurden als Ackerbaufläche und Weideland genutzt. Die Feldsteine wurden entlang der senkrecht zur Straße verlaufenden Flurstücksgrenzen aufgeschichtet und bilden ökologisch wertvolle Steinrücken. Die so entstandene Siedlungsstruktur wird als Waldhufendorf bezeichnet.
Die Vorflut wird von der Roten Weißeritz gebildet.

## Geschichte

### Sage zur Entstehung
Eines Tages hatte der Teufel wieder einmal Streit mit seiner Großmutter. Er verließ wutentbrannt die Hölle. In seinen Sack hatte er eine Anzahl Häuschen gepackt. Er wollte sich irgendwo auf der Erde selbständig machen. Allerdings hatte er nicht bemerkt, dass auch ein Stück glühende Kohle vom Höllenfeuer mit in den Sack geraten war. Als er nun gerade über die Schellerhauer Höhen flog, brannte die Kohle ein Loch in den Sack und der Teufel verlor ein Haus nach dem anderen. Die Häuser fielen in großem Abstand voneinander auf die Höhe. Als nun der Teufel merkte, dass er fast alle Häuser verloren hatte, warf er den Rest hin und rief: „Zum Schinder!“ Seitdem muss im letzten Haus von Schellerhau der Schinder wohnen.

### Tatsächlich

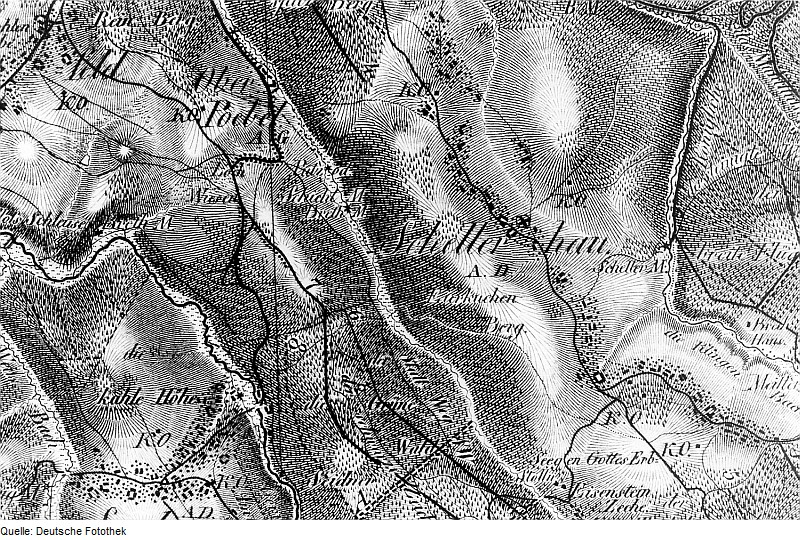
Schellerhau auf einer Karte von Hermann Oberreit (1821)

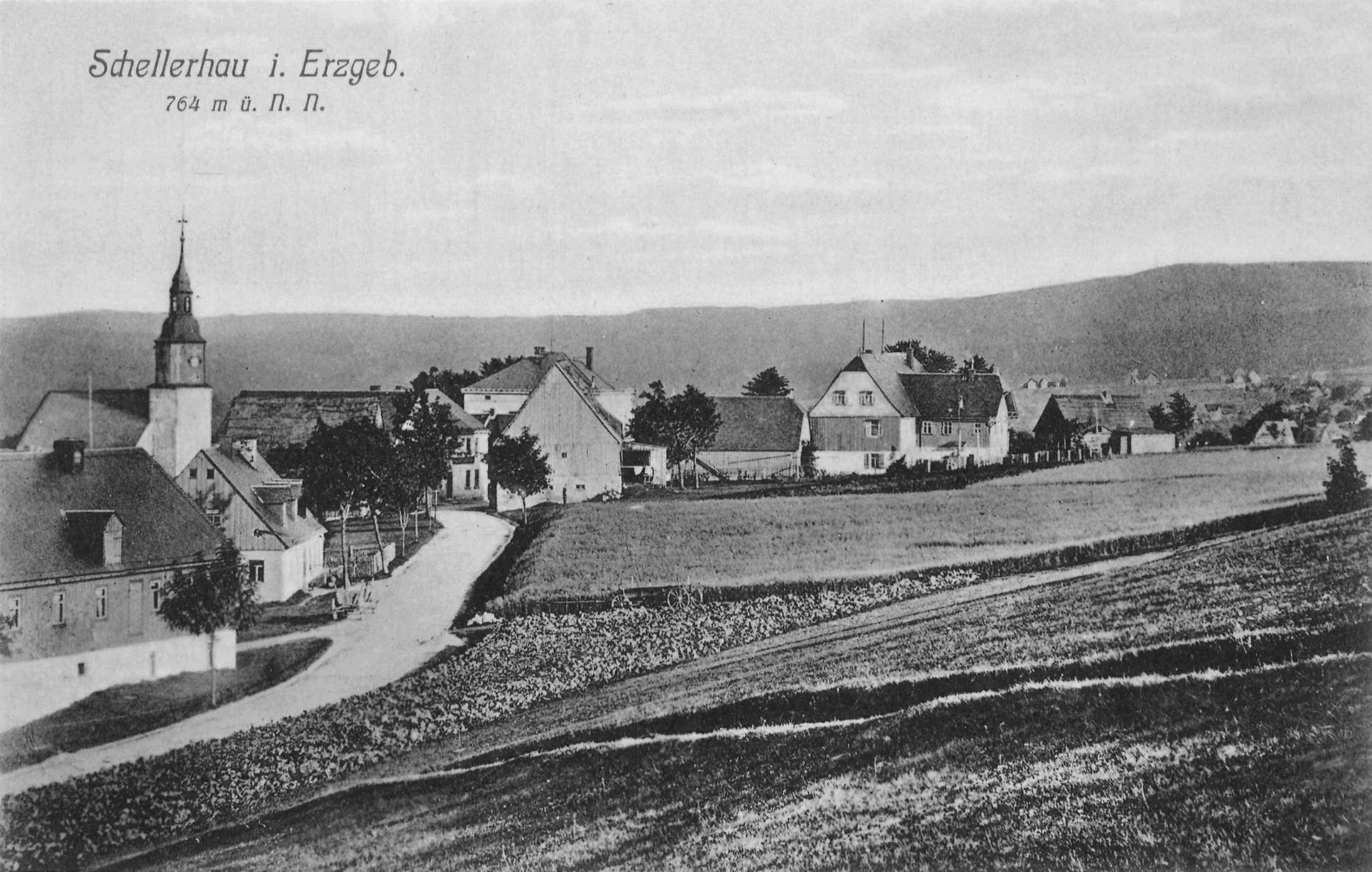
Schellerhau um 1900

Am Ende des 3. Jahrtausends v. Chr. (botanische Datierungen auf 2021 und 2016 v. Chr.) ließen im Elbtal ansässige Eliten Jahr für Jahr in den Sommermonaten Zinngraupen an der Roten Weißeritz bei Schellerhau durchgraben. Die Arbeiter lebten in der Saison in einfachen Laubhütten. Das mit einer dem Goldwaschen ähnlichen Technik gewonnene Zinn wurde in die festen Siedlungen im Elbtal geschafft, die dadurch prosperierten und zu Reichtum und Ansehen kamen. Das Erzgebirge entwickelte sich damals zu einem zentralen Lieferanten für ganz Europa. Zinn war für die Bronzeherstellung wesentlich. Die in Schellerhau vom Forschungsprojekt Archeo Montan entdeckten Spuren des Bergbaus sind die derzeit ältesten in Europa.
Die erste nachweisliche Besiedlung geht auf das Jahr 1534 zurück. Auf der weiteren Suche nach abbauwürdigem Erz veranlasste Magnus von Bernstein auf Bärnstein den Hans Schelle dazu, eine Siedlung an der Silberstraße von Altenberg nach Freiberg zu gründen, um zunächst die Altenberger Gruben mit Holz und Kohle zu versorgen. Das Erbgericht des Ortes wurde Hans Schelle zugewiesen, der erster Richter wurde. Ihm folgte der im Jahre 1609 genannte Martin Baumgart auf seinem Amt als Richter. Allmählich entwickelte sich ein selbständiges Waldhufendorf mit großen Flurstücken zur Selbstversorgung der Bergleute mit Nahrungsmitteln, sodass im Jahre 1561 eine eigene Pfarrstelle mit Holzkirche nach belehenen Brief des Herzogs von Sachsen, durch den ersten Pfarrer „Magister Antonius Lauterbach“ eingeweiht werden konnte. Bereits im Jahre 1590 begann im Auftrag des Caspar von Bernstein, der Bau der Schellerhauer Mahlmühle.
Nachdem der Schellerhauer Zinnerz-Bergbau im Dreißigjährigen Krieg zum Erliegen gekommen war, mussten die kargen Landhufen die oft sehr kinderreichen Familien ernähren. Da dies nicht ausreichte, betrieb ein beachtlicher Teil der Männer Lohnfuhrwerk, Waldarbeit oder irgendein Handwerk nebenbei. Trotzdem blieb Schellerhau bis in das 20. Jahrhundert hinein ein sehr armes Dorf.
Zu DDR-Zeiten erholten sich Kinder in einem Ferienlager, das im Ort in den 1950er Jahren betrieben wurde. Außerdem kam im Jahr 1983 der Komplex des FDGB-Erholungsheims hinzu, welcher am 18. Oktober 1984 eröffnet, am Fuße der Stephanshöhe (804 m üNN) errichtet wurde und seinen Namen nach dem Politiker Otto Buchwitz erhielt. Nach der Wende wurde es zum Hotel und befindet sich seit 2002 als Ahorn Waldhotel Altenberg im Besitz der Ahorn-Hotelkette. Neben dem Hotel stand das „Casino“, eine zu DDR-Zeiten erbaute Gaststätte.

## Sehenswürdigkeiten

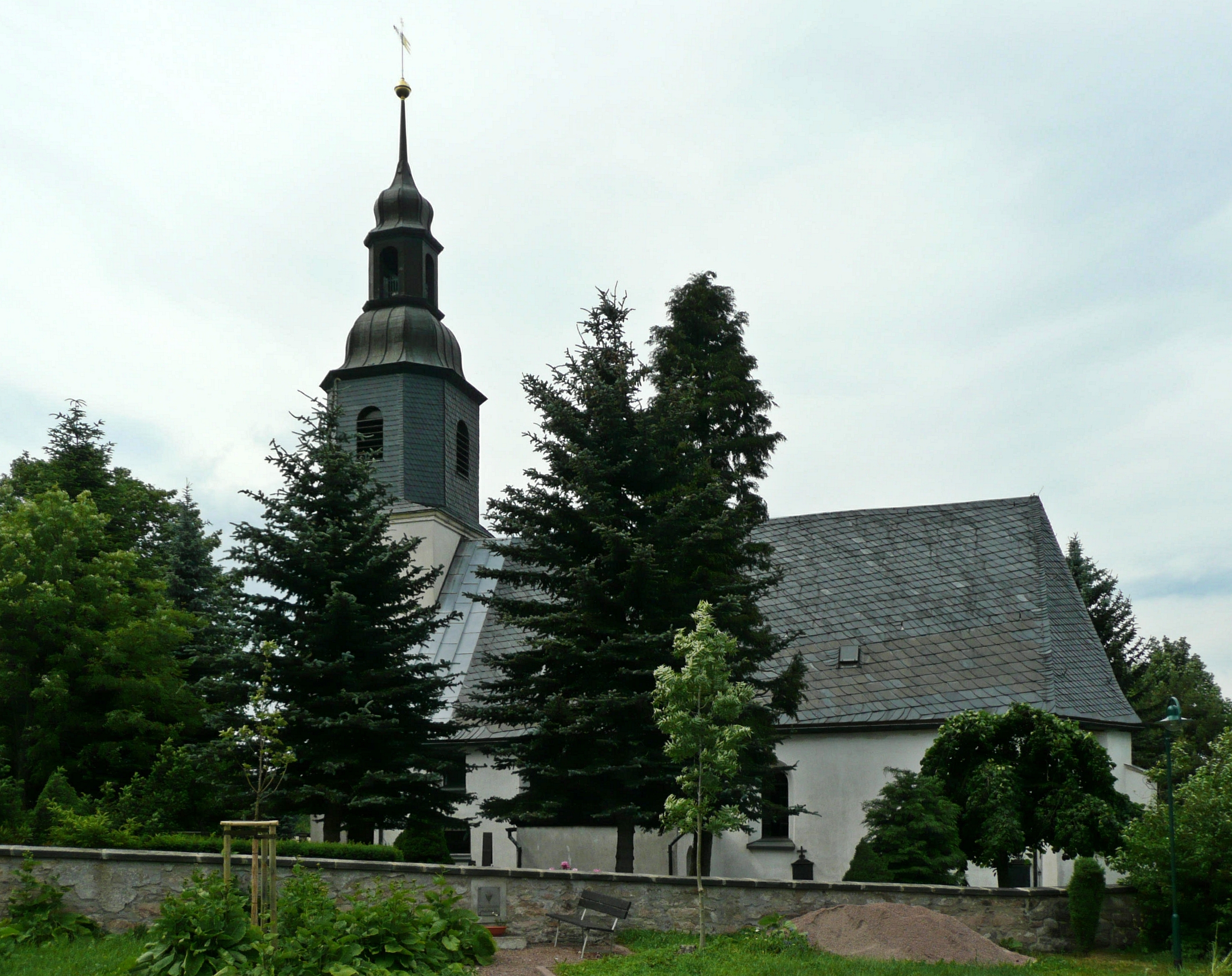
Kirche in Schellerhau

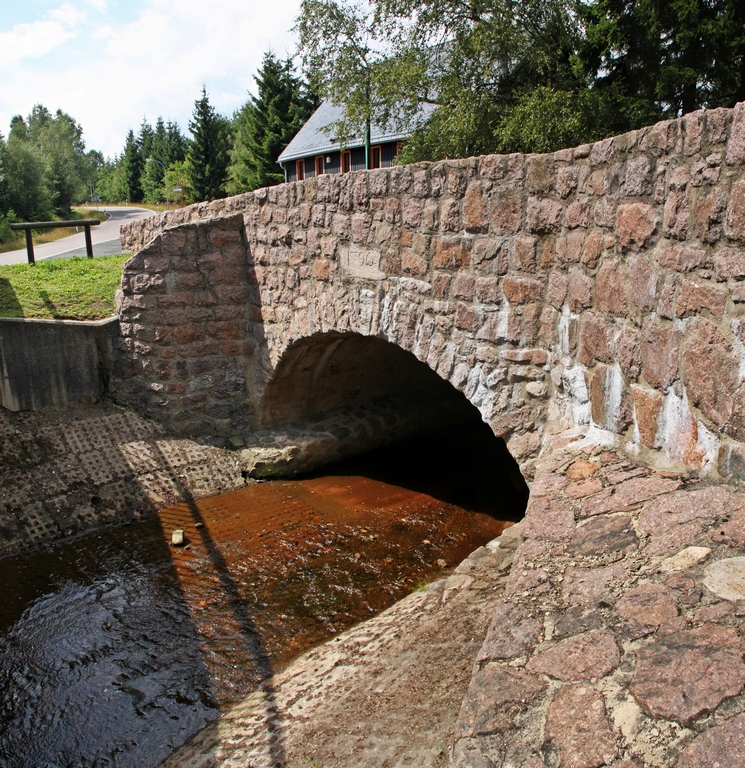
1789/90 erbaute Schinderbrücke über die Rote Weißeritz

- Botanischer Garten, angelegt 1906 auf einer Fläche von rund 1,5 Hektar werden den Besuchern vorwiegend Pflanzen des Erzgebirgs und der alpinen Mittel- und Hochgebirge Europas, Nordamerikas, Asiens und aus dem Kaukasus präsentiert. Die Mitarbeiter kümmern sich intensiv um die Erhaltungszüchtung bedrohter einheimischer Pflanzen und nehmen damit am Artenschutzprogramm des Freistaats Sachsen teil.
- Evangelische Dorfkirche, erbaut 1561–1593 und im 18. Jahrhundert mit einem steinernen Turm erweitert[11][12]
- Schinderbrücke: Steinbrücke von 1789/90 über die Rote Weißeritz
- Galerie und Museum in den Heimatstuben (ehemalige Gaststätte, Kulturhaus und Ortsverwaltung) mit Ausstellung von Werken regionaler Künstler und Kunsthandwerker wurden am 26. Mai 2018 im feierlichen Rahmen eröffnet. Das Haus wurde ursprünglich Niederer Gasthof genannt und von 1913 bis 1951 durch Karl Mays mutmaßliche Tochter Helene Voigt.[13] betrieben. In der Galerie finden vierteljährlich Wechselausstellungen und monatlich Veranstaltungen, wie Konzerte, Lesungen und Vorträge statt.

## Veranstaltungen
- Schellerhauer Kammlauf (Skilanglauf-Veranstaltung, alljährlich im Februar)[14]
- Gartenfest des Botanischen Gartens mit Naturmarkt (alljährlich im Sommer)
- Schellerhauer Adventsumzug mit anschließendem Stollenanschneiden und Weihnachtsmarkt am Ersten Advent
- Monatliche Veranstaltungen (Konzerte, Vorträge, Lesungen) in Galerie und Museum Heimatstuben (siehe Aushänge)

## Partnergemeinden
- Auggen im Markgräflerland
- Frille, Ortsteil von Petershagen im Kreis Minden-Lübbecke in Ostwestfalen; Partnergemeinde der Freiwilligen  Feuerwehr Schellerhau

## Verkehr
Es war geplant, in Schellerhau einen Haltepunkt an der Pöbeltalbahn zu errichten. Diese Bahnstrecke ist aber nie realisiert worden. Mit den Nachbarorten bestehen Busverbindungen.

## Persönlichkeiten
- Alfred Lottermoser (1870–1945), Chemiker, bekannt für Arbeiten zur Kolloidchemie
- Erich Greiner (1877–1953), Jurist und Ministerialbeamter, starb hier